# Maurício do Palatinado
Maurício, Príncipe Palatino do Reno KG (Castelo de Küstrin, Brandemburgo, 16 de janeiro de 1621 – Ilhas Virgens, 1 de setembro de 1652), foi o quarto filho de Frederico V, Eleitor Palatino e da princesa Isabel da Boémia, única filha de Jaime VI da Escócia e I de Inglaterra e Ana da Dinamarca.
Ele acompanhou seu irmão mais velho, o príncipe Ruperto, para se juntar ao tio Carlos I de Inglaterra na Guerra Civil Inglesa em 1642. Ele serviu sob o comando de Ruperto na Batalha de Edgehill e na Batalha de Worcester.
Em 1652, enquanto navegava pelas Índias Ocidentais, especificamente perto das Ilhas Virgens, um ciclone atingiu a região fazendo o navio em que Maurício estava naufragar.